# Campeonato del Mundo de patinaje de velocidad en línea 2006
El Campeonato Mundial de patinaje de velocidad en línea de 2006 tuvo lugar del 1 al 9 de septiembre de 2006 en Anyang, Corea del Sur. Fue la primera vez que Corea del Sur organizó el campeonato mundial.
Los participantes más exitosos fueron Cecilia  Baena para mujeres y Joey Mantia para hombres.

## Mujeres
| Distancia                   | Oro                                                      | Plata                                                         | Bronce                                                |
| Pista                       | Pista                                                    | Pista                                                         | Pista                                                 |
| --------------------------- | -------------------------------------------------------- | ------------------------------------------------------------- | ----------------------------------------------------- |
| 300 m Contrarreloj          | Berenice Moreno                                          | Cecilia Baena                                                 | Yu-Ting Huang                                         |
| 500 m Sprint                | Berenice Moreno                                          | Cecilia Baena                                                 | Jin-Seon Lim                                          |
| 1.000 m Sprint              | Cecilia Baena                                            | Andrea González                                               | Nicole Begg                                           |
| 10.000 m Puntos/Eliminación | Nicole Begg                                              | Liana Holguín                                                 | Hey-Mi Kim                                            |
| 15.000 m Eliminación        | Liana Holguín                                            | Chae-Yi Kuok                                                  | Alexandra Vivas                                       |
| 3.000 m Relevos             | Estados Unidos Brittany Bowe Jessica Smith Sara Sayasane | Colombia · Cecilia Baena · Liana Cadeno · Alexandra Vivas     | Corea del Sur Jin-Seon Lim Chae-Yi Kuok Ju-Hee Lim    |
| Ruta                        |                                                          |                                                               |                                                       |
| 200 m Contrarreloj          | Jennifer Caicedo                                         | Andrea González                                               | Estefanía Núñez                                       |
| 500 m Sprint                | Jennifer Caicedo                                         | Berenice Moreno                                               | Andrea González                                       |
| 10.000 m Puntos             | Silvina Posada                                           | Hyo-Sook Woo                                                  | Liana Holguín                                         |
| 20.000 m Eliminación        | Alexandra Vivas                                          | Liana Holguín                                                 | Jessica Smith                                         |
| 5.000 m Relevos             | Estados Unidos Brittany Bowe Kelly Gunther Jessica Smith | Chile · Angélica Díaz · Estefanía Núñez · Carolina Santibáñez | Argentina Natalia Artero Melisa Bonnet Silvina Posada |
| Larga distancia             |                                                          |                                                               |                                                       |
| 42.195 m Marathon           | Cecilia Baena                                            | Nicole Begg                                                   | Jana Gegner                                           |

## Hombres
| Distancia                   | Oro                                                   | Plata                                                               | Bronce                                                |
| Pista                       | Pista                                                 | Pista                                                               | Pista                                                 |
| --------------------------- | ----------------------------------------------------- | ------------------------------------------------------------------- | ----------------------------------------------------- |
| 300 m Contrarreloj          | Kalon Dobbin                                          | Joey Mantia                                                         | Gregorio Duggento                                     |
| 500 m Sprint                | Kalon Dobbin                                          | Julien Despaux                                                      | Lin-Lo Wen                                            |
| 1.000 m Sprint              | Jorge Botero                                          | Joey Mantia                                                         | Patrizio Triberio                                     |
| 10.000 m Puntos/Eliminación | Scott Arlidge                                         | Yoo-Jong Nam                                                        | Pierdavide Romani                                     |
| 15.000 m Eliminación        | Joey Mantia                                           | Jorge Botero                                                        | Nelson Garzón                                         |
| 3.000 m Relevos             | Francia Thomas Boucher Aurélie Duchemin Yann Guyader  | Nueva Zelanda                                                       | Colombia                                              |
| Ruta                        |                                                       |                                                                     |                                                       |
| 200 m Contrarreloj          | Gregorio Duggento                                     | Kalon Dobbin                                                        | Wouter Hebbrecht                                      |
| 500 m Sprint                | Patrizio Triberio                                     | Kalon Dobbin                                                        | Wouter Hebbrecht                                      |
| 10.000 m Puntos             | Joey Mantia                                           | Jorge Reyes Aguilar                                                 | Yoo-Jong Nam                                          |
| 20.000 m Eliminación        | Joey Mantia                                           | Nelson Garzón                                                       | Jorge Botero                                          |
| 5.000 m Relevos             | Nueva Zelanda Scott Arlidge Kalon Dobbin Shane Dobbin | Italia · Fabio Francolini · Pierdavide Romani · Francesco Zangarini | Estados Unidos Dane Lewis Jonathan Garcia Joey Mantia |
| Larga distancia             |                                                       |                                                                     |                                                       |
| 42.195 m Marathon           | Joey Mantia                                           | Yann Guyader                                                        | Francesco Zangarini                                   |

## Medallero
| Pos. | País               | Oro | Plata | Bronce | Total |
| ---- | ------------------ | --- | ----- | ------ | ----- |
| 1.   | Colombia           | 9   | 8     | 5      | 22    |
| 2.   | Estados Unidos     | 6   | 2     | 2      | 10    |
| 3.   | Nueva Zelanda      | 5   | 4     | 1      | 10    |
| 4.   | Italia             | 2   | 1     | 4      | 7     |
| 5.   | Argentina          | 1   | 2     | 2      | 5     |
| 6.   | Francia            | 1   | 2     | 0      | 3     |
| 7.   | Corea del Sur      | 0   | 3     | 4      | 7     |
| 8.   | Chile              | 0   | 2     | 1      | 3     |
| 9.   | Bélgica            | 0   | 0     | 2      | 2     |
| 9.   | República de China | 0   | 0     | 2      | 2     |
| 11.  | Alemania           | 0   | 0     | 1      | 1     |

- Datos: Q18625969